# Leonid Leonidov
Leonid Mironovitch Leonidov (en russe : Леонид Миронович Леонидов), né le 3 juin 1873 à Odessa dans l'Empire russe et mort le 6 août 1941 à Moscou (Union soviétique), est un acteur soviétique et russe.

## Filmographie partielle
- 1933 : Marionetki (Марионетки) de Yakov Protazanov
- 1936 : Gobseck (Гобсек) de Konstantin Eggert

## Récompenses et nominations

### Récompenses
- 1936 : Artiste du peuple de l'URSS